# Caesarmörder
Als Caesarmörder bezeichnet man die Mitglieder einer Verschwörung römischer Senatoren im Jahr 44 v. Chr. gegen den Diktator auf Lebenszeit Gaius Iulius Caesar.

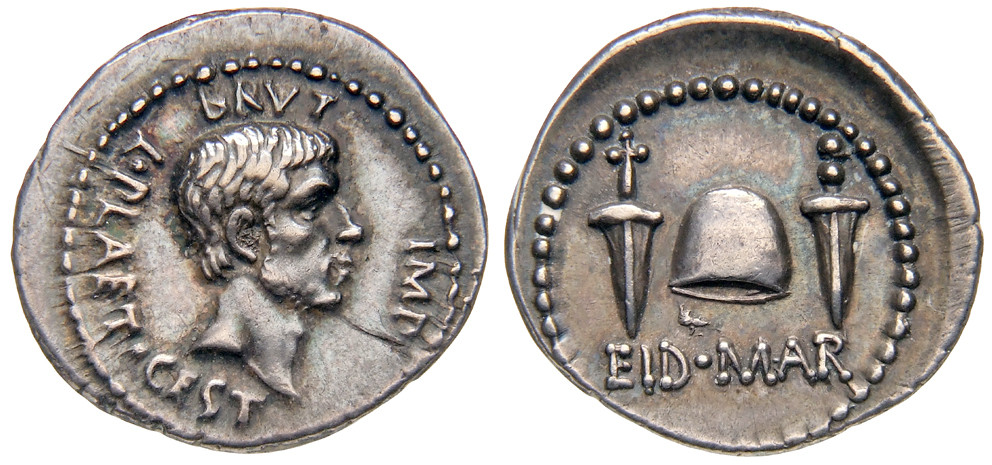
Denar des Marcus Iunius Brutus, Revers mit Dolchen und der Inschrift 'EID MAR' („EID MAR-Münze“)

## Die Verschwörung
Die Alleinherrschaft Caesars und Überlegungen seiner Anhänger zur Wiedereinführung der Monarchie trafen Anfang 44 v. Chr. im Römischen Senat auf den Widerstand einer Gruppe von republikanisch gesinnten Senatoren, die unter Leitung des Gaius Cassius Longinus schließlich eine Verschwörung zur Ermordung des Diktators bildeten. Unter der Führung von Gaius Cassius und Marcus Iunius Brutus führten die Verschwörer ihren Plan an den Iden des März am 15. März 44 v. Chr. aus, indem sie Caesar während einer Sitzung des Senats im Theater des Pompeius mit 23 Dolchstichen ermordeten.
In die Verschwörung waren insgesamt etwa 50 bis 60 Personen eingeweiht, die nur undeutliche Pläne für die Zeit nach dem Anschlag entwickelt hatten. Unter dem unmittelbaren Eindruck des Mordes hatte der Senat den Verschwörern zunächst Amnestie gewährt, doch schon nach kurzer Zeit wandte sich die öffentliche Meinung in Rom gegen die Mörder, so dass die Anhänger Caesars die Oberhand gewannen. Die Caesarmörder wurden daraufhin von Caesars Adoptivsohn Octavian und dem Konsul Marcus Antonius durch die lex Pedia geächtet und in einem gnadenlosen Rachefeldzug einer nach dem anderen hingerichtet.

## Die „Vergeltung“ der Caesarianer
Unter den ersten Opfern waren Caesars ehemalige Legaten Decimus Iunius Brutus und Gaius Trebonius. Decimus Brutus wurde nach der Schlacht von Mutina 43 v. Chr. mit Duldung des Antonius von dem Gallier Capenus erschlagen. Trebonius traf auf dem Weg in seine Provinz Syria in Smyrna auf den Konsular Publius Cornelius Dolabella, und als er diesem den Einzug in die Stadt zu verwehren suchte, wurde er von ihm gefangen genommen, gefoltert und ermordet.
Nach der Schlacht bei Philippi 42 v. Chr. begingen einige Caesarmörder Selbstmord, insbesondere Gaius Cassius und Marcus Brutus, oder kamen durch sonstige unglückliche Umstände ums Leben. Einige wenige konnten sich danach für eine Weile zu Sextus Pompeius nach Sizilien retten, darunter Lucius Staius Murcus, Lucius Antistius Labeo, Decimus Turullius und Gaius Cassius Parmensis. Marcus wurde 39 v. Chr. auf Weisung des Pompeius in Syrakus ermordet, möglicherweise um Antonius und Octavian während der Konferenz von Misenum günstig zu stimmen. Während alle übrigen in der lex Pedia von den Triumvirn proskribierten auf Drängen des Pompeius im Vertrag von Misenum rehabilitiert wurden und nach Rom zurückkehren durften, blieben die Caesarmörder von dieser Bestimmung ausdrücklich ausgenommen. Als letzter noch lebender Caesarmörder wurde Cassius Parmensis nach der Schlacht bei Actium 31 oder 30 v. Chr. in Athen getötet.

## Liste der Caesarmörder
Diese Liste gibt einen Überblick über die an der Verschwörung beteiligten Senatoren.
- Gaius Cassius Longinus
- Marcus Iunius Brutus
- Decimus Iunius Brutus Albinus
- Gaius Trebonius
- Publius Servilius Casca Longus (1. Bruder)
- Gaius Servilius Casca (2. Bruder)
- Servius Sulpicius Galba
- Lucius Tillius Cimber
- Lucius Minucius Basilus
- Quintus Ligarius
- Gaius Cassius Parmensis
- Pacuvius Antistius Labeo (Quintus?)
- Caecilius Metellus (1. Bruder)
- Caecilius Bucilianus (2. Bruder) (nach Appian: Bucolianus)
- Marcus Rubrius Ruga
- Lucius Pontius Aquila
- Petronius
- Decimus Turullius
- Sextius Naso
- Marcus Spurius

Unsicher:
- Lucius Staius Murcus
- Gnaeus Otacilius Naso
- Lucius Antistius Labeo
- Popillius Liguriensis
- Caesennius Lento

Mitwisser:
- Lucius Cassius Longinus (Bruder des Gaius Cassius Longinus)

Fälschlich beschuldigt:
- Lucius Cornelius Cinna
- Gaius Helvius Cinna
- Gnaeus Domitius Ahenobarbus
- Sextus Pompeius
- Marcus Tullius Cicero

### Wissenschaftliche Literatur
- Josiah Osgood: Caesar’s Legacy. Civil War and the Emergence of the Roman Empire. Cambridge University Press, Cambridge u. a. 2006, ISBN 0-521-85582-9.
- Bruno Schor: Beiträge zur Geschichte des Sextus Pompeius (= Hochschulsammlung Philosophie. Geschichte. 1). Hochschulverlag, Stuttgart 1978, ISBN 3-8107-2015-1 (Zugleich: München, Universität, Dissertation, 1977).
- Ronald Syme: The Roman Revolution. Clarendon Press, Oxford 1939, (klassische Studie).

### Neuere Belletristik
- Thornton Wilder: Die Iden des März (Roman). 1948, deutsch 1949.
- Walter Jens: Die Verschwörung (Hörspiel). Piper, München 1974.
- Dietrich Oldenburg: Tod eines Leitwolfes (Roman). Haag + Herchen, Frankfurt 2007.
- Robert Harris: Dictator. Heyne, München 2015, ISBN 978-3-453-26871-5.